# والو تورینزه
والو تورینزه (به ایتالیایی: Vallo Torinese) یک کومونه در ایتالیا است که در استان تورین واقع شده‌است. والو تورینزه ۶٫۲ کیلومتر مربع مساحت و ۷۴۳ نفر جمعیت دارد و ۵۰۸ متر بالاتر از سطح دریا واقع شده‌است.